# Laetitia Barlerin
Laetitia Barlerin, née le 19 juin 1974 à Toulouse, est une vétérinaire, journaliste, écrivain et animatrice de radio et de télévision française.

## Biographie
Née le 19 juin 1974 à Toulouse, Laetitia Barlerin est diplômée de l'École nationale vétérinaire d'Alfort et titulaire d'un DEA sur le comportement animal,.
À la radio, elle présente de 2002 à 2017 l'émission animalière Vos animaux tous les dimanches matin de 6h à 8h, sur RMC dans le cadre de la matinale de François Sorel.
À la télévision, elle coanime avec David Antoine l'émission Trop fort l'animal sur Gulli. Elle tient également une rubrique « Conseils véto » dans l'émission 30 millions d'amis sur France 3 et participe à diverses émissions télévisées comme vétérinaire.
Dans la presse, elle collabore à divers journaux tels que La Dépêche vétérinaire, L'essentiel, 30 millions d'amis, Côté Chat, Télé 7 jours ou Rustica…
Elle est également l'auteur de plusieurs livres et est directrice de la collection « Pas si bêtes » des éditions Rustica.
De 2011 à 2013, elle intervient comme expert sur les animaux dans le jeu télévisé Seriez-vous un bon expert ? présenté par Julien Courbet sur France 2. Depuis le 5 mai 2013, elle anime en duo avec Christophe Le Dref l'émission Véto, le mag sur la chaîne Animaux[réf. nécessaire].
Depuis janvier 2014, elle présente une chronique vétérinaire chaque mercredi dans l'émission La Quotidienne sur France 5.
Elle participe à l'émission La Vie secrète des chats diffusée depuis le 20 août 2017 sur TF1. L'émission est également diffusée sur la RTBF.
En 2019, elle reçoit le prix Jean Dorst.
En 2023, Laetitia Barlerin est dans l'émission Mon animal fait la loi sur Gulli.

## Émissions de télévision
- Trop fort l'animal sur Gulli
- 30 millions d'amis sur France 3
- Vos animaux sur RMC - entre janvier 2001 et août 2017
- Depuis 2014 : La Quotidienne sur France 5, chroniqueuse
- Depuis 2016 : Cinq à sept avec Arthur sur TF1, chroniqueuse
- En 2017 : Quatre pattes pour une famille (émission de télévision) sur Gulli
- Depuis 2017 : La vie secrète des chats (série documentaire) sur TF1, production BBC, 3 saisons (en cours de production)
- Elle joue un petit rôle dans le sixième épisode de la troisième saison de la série télévisée Munch sur TF1

## Publications
- Griffes et velours, Aniwa (2003), co-écrit avec Jean-Pierre Vaissaire
- 100 idées fausses sur votre chien, Rustica (2006)
- 100 idées fausses sur votre chat, Rustica (2007)
- Un chat heureux en appartement, Rustica (2007)
- Histoires incroyables d'animaux pas comme les autres, Éditions Albin Michel (2009)
- CHATS : Tout ce qu’ils essaient de nous dire - Éditions de Noyelles, avec l’autorisation des Éditions Albin Michel (2018)